# Dannemoragatan 16
Dannemoragatan 16 A är en byggnad med bostäder vid Dannemoragatan i Vasastaden i Stockholm, vilken ritades av arkitekt Josef Östlihn. Byggherre och byggmästare var Carl Wale.

## Om fastigheten
Fastigheten ligger i Kvarteret Sländan och har fastighetsbeteckningen Sländan 12. Byggnaden uppfördes under åren 1929-1930. 1977 utvärderades byggnaden av Stadsmuseet i Stockholm som då klassade byggnaden som Gul, vilket betyder att det är en fastighet med bebyggelse av positiv betydelse för stadsbilden och/eller av visst kulturhistoriskt värde..

### Exteriör
Byggnaden är i Nordisk klassicism och består av en femvånings fasad samt en indragen vindsvåning, med huvudfasad mot Dannemoragatan. Vid inventeringen 1977 hade byggnaden en grå slätputs med mörkare fönsteromfattningar. Fasaden har senare omfärgats i en grå slätputs, med fönsteromfattningar i vit puts. Sockeln är också i puts, utformad som stenar i kvader i en mörkgrå puts. Den indragna vindsvåningen har en kungsbalkong med ett ursprungligt räcke i smide, senare bytt till aluminium, längs hela fasaden. Byggnaden har ett svart plåttak.

### Interiör
Entrén har kvar sin ursprungliga ekport, svärtad, med infällt slipat glas. Trapport samt vilplan är i vit marmor. Dörrarna är blåmålade fyllningsdörrar. Hissen har ursprungliga smidesdetaljer.